# Сан-Сатурнино (титулярная церковь)
Титулярная церковь Сан-Сатурнино (лат. Titulus Sancti Saturnini) — титулярная церковь была создана Папой Иоанном Павлом II в 2003 году. Титул принадлежит приходской церкви Сан-Сатурнино, расположенной в квартале Рима Триесте, на пьяцца Сан-Сатурнино.

## Список кардиналов-священников титулярной церкви Сан-Сатурнино
- Родольфо Кесада Торуньо, (21 октября 2003 — 4 июня 2012, до смерти);
- Джон Олорунфеми Онаийекан (24 ноября 2012 — по настоящее время).